# Mali Príklon
Mali Príklon (en rus: Малый Приклон) és un poble de l'óblast de Vladímir, a Rússia, segons el cens del 2010 tenia 203 habitants. Pertany al districte municipal de Mélenki.